# Statenlogement
Het Statenlogement is een monumentaal gebouw in de binnenstad van Hoorn, gelegen aan de kruising van vijf straten. Het werd gebouwd in 1613 en heeft een dubbele trapgevel. Op de gevel prijken de wapens van zeven steden: Medemblik, Edam, Alkmaar, Hoorn, Enkhuizen, Monnickendam en Purmerend. Tot 1796 diende het als hotel (logement) voor de gasten van de zittingen van het College van Gecommitteerde Raden van het Noorderkwartier en West-Friesland. Daarna heeft het tot 1977 dienstgedaan als stadhuis. Tegenwoordig worden er huwelijken voltrokken en vinden er officiële ontvangsten van het gemeentebestuur plaats. De functie van stadhuis is overgegaan naar het nieuwe pand aan de Nieuwe Steen in de gelijknamige wijk. In het Statenlogement is ook een kapel opgenomen, de Ceciliakapel dat onderdeel was van het Ceciliaklooster. De kapel werd ten behoeven van de heren van de Gecommitteerde Raden omgebouwd tot eetzaal, het exterieur is hierbij nauwelijks gewijzigd.
Het gebouw is ingeschreven in het rijksmonumentenregister onder nummer 22525.

## Trivia
- In Lewes (Delaware, Verenigde Staten) bevindt zich sinds 1931 het Zwaanendael Museum, waarvan de gevel een verkleind model van het Hoornse Statenlogement vormt. Het pand is daar gebouwd om de eerste vestiging van Hollandse kolonisten te herdenken.[1]
- In Huis ten Bosch in Japan staat een replica van het Statenlogement.[2]